# 포레스트 (드라마)
《포레스트》는 2020년 1월 29일부터 2020년 3월 19일까지 방영된 KBS 2TV 수목 미니시리즈이다.

## 기획의도
대한민국에서 최초로 시도되는 숲을 배경으로 한 드라마이자 심장 빼곤 다 가진 남자와 심장 빼곤 다 잃은 여자가 신비로운 숲에서 만나 자신과 숲의 비밀을 파헤쳐 가는 '강제 산골 동거 로맨스'

## 방송 시간
| 방송 채널 | 방송 기간 | 방송 시간                            | 방송 분량                                   |
| --------- | --- | ------------------------------------ | ------------------------------------------- |
| KBS 2TV   | 2020년 1월 29일 ~ 2020년 3월 19일 [1회~32회] (본방송)                                                                               | 매주 수요일, 목요일 밤 10:00 ~ 11:10 | 70분 (1회당 35분 / 2회 연속방송)            |
| KBS 2TV   | 2020년 1월 30일 ~ 2020년 3월 19일 [1,2회] / [5,6회] / [9,10회] / [13,14회] / [17,18회] / [21,22회] / [25,26회] / [29,30회] (재방송) | 매주 목요일 오전 11:00 ~ 낮 12:10    | 70분                                        |
| KBS 2TV   | 2020년 2월 2일 ~ 2020년 3월 22일 [1회~32회] (UHD 재방송) (화면해설방송)                                                             | 매주 일요일 오후 1:20 ~ 3:40         | 140분 (70분+70분)                           |
| KBS 2TV   | 2020년 2월 5일 ~ 2020년 2월 12일 [1회~8회] (UHD 재방송) (화면해설방송)                                                              | 매주 수요일 오전 11:00 ~ 오후 1:20   | 140분 (70분+70분)                           |
| KBS 2TV   | 2020년 2월 26일 ~ 2020년 3월 18일 [13회~28회] (UHD 재방송) (화면해설방송)                                                           | 매주 수요일 오전 11:00 ~ 오후 1:20   | 140분 (70분+70분)                           |
| KBS 2TV   | 2020년 3월 25일 [29,30회] & [31,32회] : 재방송 결방                                                                                 | 매주 수요일 오전 11:00 ~ 오후 1:20   | 140분 (70분+70분)                           |
| KBS 2TV   | 2020년 2월 19일 [9,10회] & [11,12회] (UHD 재방송) (화면해설방송)                                                                    | 수요일 낮 12:10 ~ 오후 2:30          | 140분 (70분+70분)                           |
| KBS 2TV   | 2020년 2월 7일 ~ 2020년 2월 14일 [7회, 8회] / [11회, 12회] (재방송) (《배틀트립》 결방으로 인한 대체편성)                           | 금요일 저녁 8:30 ~ 밤 9:45           | 75분 (1회당 1부 40분, 2부 35분 분할 재방송) |

## 등장 인물

### 주요 인물
- 박해진 : 강산혁 역 (아역 : 최승훈) - 35세, Red Line Investment 본부장/ 미령 119특수구조대 항공 구조 대원. 어렸을 적 기억을 모두 잃은 냉철한 완벽주의자인 M&A 전문가. 미령숲 개발사업을 알아내기 위해 미령119특수구조대 항공구조대원으로 위장취업한 인물
- 조보아 : 정영재 역 (아역 : 이고은) - 30세, 명성대학병원 외과 레지던트. 한때 놀았던 언니의 느낌을 풍기는, 외과의 떠오르는 에이스. 육두문자와 비속어를 사랑하는 거침없는 성격으로 입에 걸레 문 낭자 ‘입걸랑’으로 불림
- 노광식 : 최창 역 - 32세, 미령 119특수구조대 항공구조대원. 싱글싱글 언제나 싱그러운 웃음이 얼굴에서 떠나지 않는 유쾌한 스마일 맨
- 정연주 : 오보미 역 - 30세, 미령군청 산림계 7급 주무관. 심장이 쪼이는 맛을 즐기는 똘기 충만한 어드벤처 덕후. 온 가족이 범인을 추적하는 직업을 가진 공무원 패밀리. 영재의 고교 동창

### 119 항공구조대원팀
- 류승수 : 봉대용 역 - 40대 후반, 항공구조대 팀장. 미령 119특수구조대의 항공구조대를 이끄는 베테랑 구조 대원. 속으론 팀원들을 아끼지만 임무 완수를 위해선 과감히 버리기도 하는 기계 같은 냉정함을 지님.
- 우정국 : 기필영 역 - 43세, 항공구조대 팀원. 24시간 졸고 있는 무기력한 기러기 아빠. 늘 냄새나고 꾀죄죄한 모습으로 돌아다니나 현재 활동 중인 모든 걸그룹들의 멤버 이름과 나이, 키, 체중, 생일 등을 줄줄이 꿰고 있어 걸 그룹 덕후
- 금광산 : 양철식 역 - 31세, 항공구조대 팀원. 단순·무식·과격의 과묵한 상 남자. 헐크라는 별명 답게 뭐든 한 손으로 때려 부술 엄청난 근육과 힘을 지녔고 특수구조대 뒤편에 각종 희귀 식물들을 애완 식물로 기르고 있음.
- 김은수 : 국순태 역 - 29세, 항공구조대 팀원. 항공구조대의 막내로 사명감 따위는 1도 없으며 오로지 생존 경쟁에서 어떻게 살아남을까 만을 연구하는 심한 현실주의자
- 명재환 : 김만수 역

### 미령병원
- 안상우 : 박진만 역 - 40대 후반, 미령병원 내과 의사. 원래는 강원명성병원이 일터였으나 사소한 실수로 미령 병원으로 유배 발령을 받아 왔다.
- 고수희 : 김 간호사 역 - 40대 후반, 지적이고 시크한 느낌을 풍기는 미령병원 간호사. 서울 명성대병원에서 이름을 날리던 간호사였으나 무슨 사연으로 미령 병원까지 오게 됐는지 알 수가 없는 미스테리한 인물
- 이남희 : 강원 명성병원장 역 - 50대, 명성대학병원 외과 과장 출신의 괴짜 자연인

### 영재 가족
- 박지일 : 정병혁 역 - 영재 아빠. 구조대에서 가장 힘들다는 산악구조대를 자원해 일생을 바친 산악구조대 팀장으로, 지극정성으로 키운 딸 영재에게 무조건적인 지지와 열렬한 애정을 보내는 열혈아빠

### 미령마을
- 이도경 : 최정목 역 - 61세, 미령임업 사장. 미령마을의 토박이로, 벌목 꾼으로 시작해 목상으로 크게 성공한 입지전적인 인물

### RLI
- 이시훈 : 박형수 역 - 30대, Red Line Investment 투자 1본부 직원. 강산혁의 오른팔
- 김수현 : 장회장 역 - Red Line Investment 회장이자 인간말종 2. 강산혁을 토사구팽 한다.
- 정수교 : 한지용 역 - Red Line Investment 투자 2본부장

### 태성그룹
- 최광일 : 권주한 역 - 40대, 태성그룹 전무. 대한민국 최대의 기업인 태성그룹을 물려받을 황태자. 명석한 머리의 수재로 워커 홀릭이기까지 해 세계적인 그룹의 수장으로 손색이 없다는 평을 받고 있다.
- 김영필 : 조광필 역 - 40대 후반, 태성그룹 QR팀. 태성그룹의 사건 사고 현장에 반드시 나타나는 QR팀(Quick Response:신속 대응 팀)의 지휘자. 권주한을 신처럼 떠 받들며 절대 충성을 바치는 인물로, 권주한을 위해 산혁의 목숨을 위협한다.

### 그 외 인물
- 허지원 : 차진우 역 - 정영재의 前 남친
- 정명준 : 신준영 역 - 정신과 의사
- 최범호 : 서석용 역 - 미령 119 특수구조대장
- 한철우
- 김민석
- 임병기 : 황회장 역
- 구다연 : 황회장 비서 역
- 박혜진 : 산혁 할머니 역
- 구연희 : 권전무 여비서 역
- 서병덕 : 권전무 수행비서 역
- 권혁수 : 도지사 역
- 정현석 : 영재 친아빠 역
- 박선주 : 영재 친엄마 역
- 이윤상 : 하이텍 상무 역
- 최범호 : 서석용 역 - 구조대대장
- 김종구 : 권회장 역 - 태성그룹 회장. 권주한의 아버지
- 서광재 : 이석우 교수 역 - 태성의 지질연구를 해준 교수
- 이창 : 개발업자 역
- 이정성
- 유순철
- 정두겸

### 특별출연
- 그레이스 리 : 방글라데시 전염병 사례에 관한 학회 자료를 발표하는 교수 (20회)
- 정문호
- 김충식

## 촬영지
- 오카다 마닐라
- 삼성화재 글로벌캠퍼스
- 오대산 월정사 전나무숲길
- 구 횡계초등학교 삼한분교장 - 미령병원
- 미술관 자작나무 숲

## 시청률
최저 시청률과 최고 시청률은 시청률 조사회사와 지역별로 시청률에 차이가 있을 수 있습니다.
| 2020년      | 2020년      | 2020년         | 2020년         | 2020년       | 2020년 |
| 회차        | 방송일      | TNmS 시청률    | AGB 시청률     | AGB 시청률   |        |
| 회차        | 방송일      | 대한민국(전국) | 대한민국(전국) | 서울(수도권) |        |
| ----------- | ----------- | -------------- | -------------- | ------------ | ------ |
| 제1회       | 1월 29일    | 7.6%           | 7.1%           | 7.3%         |        |
| 제2회       | 1월 29일    | 8.0%           | 7.4%           | 7.4%         |        |
| 제3회       | 1월 30일    | %              | 4.7%           | %            |        |
| 제4회       | 1월 30일    | %              | 5.1%           | %            |        |
| 제5회       | 2월 5일     | 6.5%           | 6.2%           | 6.7%         |        |
| 제6회       | 2월 5일     | 6.8%           | 6.9%           | 7.0%         |        |
| 제7회       | 2월 6일     | %              | 5.2%           | %            |        |
| 제8회       | 2월 6일     | %              | 5.3%           | 5.9%         |        |
| 제9회       | 2월 12일    | 6.2%           | 6.1%           | 6.1%         |        |
| 제10회      | 2월 12일    | 6.2%           | 7.4%           | 7.5%         |        |
| 제11회      | 2월 13일    | %              | 4.8%           | 5.4%         |        |
| 제12회      | 2월 13일    | %              | 5.2%           | 5.6%         |        |
| 제13회      | 2월 19일    | 6.0%           | 5.5%           | 6.0%         |        |
| 제14회      | 2월 19일    | 6.6%           | 6.2%           | 6.5%         |        |
| 제15회      | 2월 20일    | %              | 4.1%           | %            |        |
| 제16회      | 2월 20일    | %              | 4.1%           | %            |        |
| 제17회      | 2월 26일    | %              | 5.2%           | %            |        |
| 제18회      | 2월 26일    | %              | 5.8%           | %            |        |
| 제19회      | 2월 27일    | %              | 4.3%           | %            |        |
| 제20회      | 2월 27일    | %              | 4.9%           | %            |        |
| 제21회      | 3월 4일     | %              | 4.8%           | %            |        |
| 제22회      | 3월 4일     | %              | 4.5%           | %            |        |
| 제23회      | 3월 5일     | %              | 3.5%           | %            |        |
| 제24회      | 3월 5일     | %              | 3.6%           | %            |        |
| 제25회      | 3월 11일    | %              | 4.2%           | %            |        |
| 제26회      | 3월 11일    | %              | 4.7%           | %            |        |
| 제27회      | 3월 12일    | %              | 2.6%           | %            |        |
| 제28회      | 3월 12일    | %              | 3.1%           | %            |        |
| 제29회      | 3월 18일    | %              | 4.3%           | %            |        |
| 제30회      | 3월 18일    | %              | 4.2%           | %            |        |
| 제31회      | 3월 19일    | 3.2%           | 4.3%           | %            |        |
| 제32회      | 3월 19일    | 4.1%           | 5.3%           | %            |        |
| 평균 시청률 | 평균 시청률 | -              | 5.0%           | -            |        |

## 참고 사항
- 당초 제목은 《시크릿》이었으나[3] 변경되었다.

## 수상 및 후보
| 연도 | 시상식       | 부문          | 수상자        | 결과 | 출처 |
| ---- | ------------ | ------------- | ------------- | ---- | ---- |
| 2020 | KBS 연기대상 | 네티즌 인기상 | 조보아        | 수상 |      |
| 2020 | KBS 연기대상 | 베스트 커플상 | 조보아&박해진 | 수상 |      |

## 같이 보기
- 대한민국의 텔레비전 드라마 목록 (ㅍ)
- 2020년 대한민국의 텔레비전 드라마 목록